# Saudische Frauenfußball-Meisterschaft 2018
Die Saudische Frauenfußball-Meisterschaft 2018 war die 2. Spielzeit der saudi-arabischen Fußballliga der Frauen. Titelverteidiger war Jeddah King’s United.

## Teilnehmer
| - Riyadh Female Club - Blue Arrows - Wolves FC | - Challenge Female SC - Hanul FC - Alnokhbah Team |

## Gruppenphase

### Abschlusstabellen
Gruppe A
| Pl. | Verein             | Sp. | S | U | N | Tore    | Diff. | Punkte |
| --- | ------------------ | --- | - | - | - | ------- | ----- | ------ |
| 1.  | Riyadh Female Club | 2   | 2 | 0 | 0 | 006:100 | +5    | 06     |
| 2.  | Blue Arrows        | 2   | 1 | 0 | 1 | 010:300 | +7    | 03     |
| 3.  | Wolves FC          | 2   | 0 | 0 | 2 | 001:130 | −12   | 0      |

| Zum 2. Spieltag:                                   |
| Qualifikation zu den K.O.-Runden Spiel um Platz 5. |

Gruppe B
| Pl. | Verein              | Sp. | S | U | N | Tore    | Diff. | Punkte |
| --- | ------------------- | --- | - | - | - | ------- | ----- | ------ |
| 1.  | Challenge Female SC | 2   | 2 | 0 | 0 | 012:000 | +12   | 06     |
| 2.  | Hanul FC            | 2   | 1 | 0 | 1 | 006:500 | +1    | 03     |
| 3.  | Alnokhbah Team      | 2   | 0 | 0 | 2 | 001:140 | −13   | 0      |

| Zum 2. Spieltag:                                   |
| Qualifikation zu den K.O.-Runden Spiel um Platz 5. |

## K.O.-Runde

### Spiel um Platz 5.
Das Spiel um Platz 5 fand am 24. Januar 2018 statt.
|                | Ergebnis |           |
| -------------- | -------- | --------- |
| Alnokhbah Team | n. b.    | Wolves FC |

### Halbfinale
Das Halbfinale fand am 25. Januar 2018 statt.
|                     | Ergebnis |             |
| ------------------- | -------- | ----------- |
| Riyadh Female Club  | 4:2      | Hanul FC    |
| Challenge Female SC | 6:0      | Blue Arrows |

### Finale
Das Finale fand am 27. Januar 2018 statt.
|                     | Ergebnis |                    |
| ------------------- | -------- | ------------------ |
| Challenge Female SC | 3:0      | Riyadh Female Club |